# تشارلي بيلكنتون
تشارلي بيلكنتون (بالإنجليزية: Charlie Pilkington)‏ مواليد 22 سبتمبر 1897 في نيويورك - الوفاة 20 مايو 1974 في ميريديان، كان ملاكم محترف أمريكي صنّف ضمن فئة وزن الريشة.

## إحصائيات
خاض خلال مسيرته 252 نزالا، فاز في 185 وتعادل في 7 وخسر في 17.

## روابط خارجية
- تشارلي بيلكنتون على موقع بوكس ريك (الإنجليزية) (registration required)